# Mathieu Perget
Mathieu Perget (Montauban, 1984. szeptember 18. –) francia amatőr/profi kerékpáros. 2015-ben visszavonult a versenyzéstől.

## Eredményei
2005
2., összetettben - Tour de Gironde
1., 3. szakasz
3., összetettben - Circuit des Ardennes
8., összetettben - Ronde de l'Isard d'Ariège
1., 4. szakasz
2009
1., 2. szakasz (Csapatidőfutam) - Tour Méditerranéen
1., összetettben - Tour du Limousin
2. - Bordeaux Criterium
7., összetettben - Tour de l'Ain
2010
4. - Bordeaux Criterium
2012
4., összetettben - Tour du Limousin
5., összetettben - Route du Sud

## Grand Tour eredményei
| Grand Tour | 2007 | 2008 | 2009 | 2010 | 2011 | 2012 |
| ---------- | ---- | ---- | ---- | ---- | ---- | ---- |
| Giro       | 91.  | 112. | 72.  | -    | -    | 53.  |
| Tour       | -    | -    | -    | 64.  | -    | -    |
| Vuelta     | -    | -    | -    | -    | 24.  | -    |